# Momentos (película)
Momentos es una película argentina de 1981, dirigida por María Luisa Bemberg y protagonizada por Héctor Bidonde, Graciela Dufau y Miguel Ángel Solá. Se estrenó el 7 de mayo de 1981.

## Sinopsis
Lucía se casa a los veinte años con Sebastián. Es intensamente feliz durante un año, al fin del cual él muere y ella pierde el hijo que esperaba. Se recibe luego de arquitecta paisajista y se vuelve a casar. Mauricio es médico analista, un hombre grave, serio, acongojado por no poder darle el hijo que ella ansía. La ama profundamente. Así pasan los años y las heridas de Lucía se van cicatrizando. La envuelve la serenidad de su marido, se amodorra emocionalmente. Un día conoce a Nicolás por razones profesionales. Este muchacho seductor y vital es un ejecutivo, casado y con dos hijas. Al descubrir a Lucía, Nicolás se enamora casi sin conocerla. Ella, poco a poco, se deja contagiar por un fervor que le recuerda otros que creía olvidados. Con premeditación, se lanza a esta aventura como un último intento de revivir, una vez más, la pasión de sus veinte años. Empiezan los fugaces y clandestinos encuentros, con las mentiras y tensiones correspondientes. También comienza la culpa, el remordimiento. Lucía sabe que Mauricio se ha dado cuenta y que sufre en silencio. No soporta la duplicidad y toma la decisión de separarse momentáneamente de su marido. Nicolás la convence de que se vayan a Mar del Plata, a vivir esta pasión cada día más exigente. Paulatinamente se impone la rutina, asoma el tedio inevitable en una convivencia no sustentada por verdaderas afinidades. Crece la incomunicación bajo la apariencia risueña de dos personas empeñadas en ser felices.

## Reparto
- Héctor Bidonde
- Graciela Dufau
- Miguel Ángel Solá
- Silvia Folgar
- Mario Luciani
- Ángela Ragno
- Cunny Vera